# 墨爾本城市鐵路
墨爾本城市铁路（英語：Melbourne Railway Network）是服务澳大利亞維多利亞州首府墨爾本都市区的城市軌道交通系統，通常指由所有的电气化线路所组成的通勤铁路网络，官方称之为“都市/郊区服务”（Metroplitan/Suburban Services），当地居民则常简称系統为“火车”（the Train）。整个系统以通勤模式进行运营，类似日本JR、德国S-Bahn、香港東鐵線及屯馬綫、台鐵區間車在都会区的运营模式，而非地铁或捷运模式。系统以墨尔本CBD（通常被称为City）和弗林德斯街站为中心，向四周区域辐射。當前整个系統由一個合資公司(即Metro Trains Melbourne，以下简称Metro)自州政府所管理的维多利亚公共交通（Public Transport Victoria，简称PTV）處承租運營，拥有专营权，公司的股东包括香港鐵路公司（60%股权）、喬恩荷蘭集團（20%股权）以及UGL铁路（20%股权）。值得一提的是Metro的股份组成和未來悉尼地鐵的營運者 Metro Trains Sydney 的股东組成相同。
整个系统与维多利亚州铁路相连，为维多利亚州铁路的组成部分。墨尔本铁路中最早的一条线路也是澳大利亚第一条铁路墨尔本港线(Port Melbourne Line)於1854年正式開始運行，不过已于1987年与另一条铁路圣基尔达线(St Kilda Line)同时关闭并一起被改造为轻轨，目前分别由墨尔本电车109路和96路服务。墨尔本的铁路中同时也包括了澳大利亚第一条电气化的铁路，于1918年10月完成电气化开始测试的費明頓馬場线，以及于1919年完成改造的澳大利亚第一段正式投入日常运营电气化铁路，为现在的克兰基堡线埃森登站（Essendon Station）至桑德灵厄姆线德灵厄姆站之间。整个系统當前擁有16条線路，路線總長度達到830公里，共有218個車站，2016年年度乘客流量達到2.354億人次。

## 历史
墨尔本于1836年建城。1839年，政府测量员罗伯特·霍德尔，也就是墨尔本市中心霍德爾路網的缔造者，提出在墨尔本和霍布森湾（Hobsons Bay）之间興建一条铁路。

### 第一条铁路
1851年9月7日，一个旨在为墨尔本和Sandridge（现在被称为墨尔本港（Port Melbourne））之间建立铁路连接的公共会议召开，并导致在1853年1月20日成立了一个私有的墨尔本和霍布森湾铁路公司（Melbourne and Hobson's Bay Railway Company)。Sandrige线的工程与1853年3月开始，将铁路线从墨尔本的终点站（在现在弗林德斯街站的位置）延长4km到Sandrige。这条线由墨尔本和霍布森湾铁路公司运行和拥有，于1854年启用。

### 早期私有化
墨爾本和霍布森灣鐵路公司於 1857 年 5 月 13 日開通了墨爾本的第二條鐵路，從墨爾本（或城市）總站到聖基爾達，全長 4.5 公里。這條線後來由聖基爾達和布賴頓鐵路公司延長，該公司於 1857 年開通了從聖基爾達到布賴頓的線路。
第一條鄉村線路於 1857 年開通，當時吉朗和墨爾本鐵路公司開始在其從吉朗到紐波特的線路上提供服務。 1859 年，政府擁有的維多利亞鐵路威廉斯敦線開通，將威廉斯敦和吉朗連接到斯賓塞街車站。
1859 年維多利亞鐵路開通了從威廉斯敦線上的富茨克雷到森伯里的一條線路，隨後出現了更多的鄉村線路。維多利亞鐵路公司接管了墨爾本、亞歷山大山和墨累河鐵路公司的建設工作，該公司成立於 1853 年，旨在修建通往埃楚卡的鐵路，但未能取得任何進展。
墨爾本和郊區鐵路公司於 1859 年開通了通往墨爾本東南郊區的第一條線路，從王子橋火車站到蓬特路（里士滿）、南亞拉和普拉蘭。這條線路於 1860 年延伸至溫莎，於聖基爾達與聖基爾達和布萊頓鐵路公司的線路相連。這條新線路取代了同樣通往墨爾本市中心、但較不直接的聖基爾達和溫莎線，該線路於 1867 年關閉。
另一條郊區線由墨爾本和埃森登鐵路公司於 1860 年建造，從北墨爾本到埃森登，其中有一條支線從紐馬克特到費明頓馬場，於 1861 年開通。在城市的東側，墨爾本和郊區鐵路1861 年，公司開設了一條從里士滿到伯恩利和霍索恩的支線。 
那時，墨爾本的鐵路是一組雜亂無章的以城市為中心的線路，各種公司在三個互不相連的城市終點站——王子橋、弗林德斯街和斯賓塞街車站運營。
規模較小的公司很快就遇到了財務問題。 1865年，聖基爾達和布賴頓鐵路公司以及墨爾本和郊區鐵路公司被墨爾本和霍布森灣鐵路公司吸收，形成了墨爾本和霍布森灣聯合鐵路公司。 墨爾本和埃森登鐵路公司於 1867 年被維多利亞政府接管。墨爾本和霍布森灣聯合鐵路公司直到 1878 年才被維多利亞政府接管。

### 土地扩展导致线路扩张
1870 年代和 1880 年代是墨爾本飛速發展和繁榮的時期。土地投機公司成立，以低價購買遠郊土地，並鼓動修建或擴建郊區鐵路，為這些土地保有服務並增加土地價值。到 1880 年，隨著 1884 年鐵路建設法案的通過，維多利亞州的“土地繁榮”如火如荼地進行，後來被稱為八爪魚法案，該法案授權在全州範圍內建設 66 條線路。
弗蘭克斯頓線於 1881 年開通 Caulfield 到 Mordialloc 段，並於翌年延伸到弗蘭克斯頓（終點站）。第二條新的郊區鐵路線於 1884 年開通，從斯賓塞街車站到 Coburg ，並於 1889 年延伸到 Somerton，與斯賓塞街至沃東加的主線鐵路連接。 土地開發商於 1888 年開通了從紐波特到阿爾托納的私人鐵路，但由於需求不足，於 1890 年關閉。
1882 年鐵路從霍索恩延伸至坎伯韋爾，1883 年延伸至百合谷，1889 年延伸至希爾斯維爾。此外，1889 年開通了一條從靈伍德至上蕨樹溝的支線（現在稱為貝爾格雷夫線）。1887 年，從霍索恩到基尤也開設了一個短支線兩站。布萊頓海灘線也於 1887 年延伸到桑德靈厄姆。
1888 年，隨著內環線從斯賓塞街站經皇家公園站到現在的維多利亞公園站，再到海德堡，鐵路進入了東北郊區。內環線也於 1888 年和 1889 年從北菲茨羅伊開通前往埃平和 Whittlesea的鐵路。斯賓塞街和海德堡站之間的火車在維多利亞公園倒車，直到 1901 年維多利亞公園和王子橋之間的連接線開通。
外環線於 1890 年開通，將奧克利（在吉普斯蘭線上）、里弗斯代爾（在百合谷線上有一條通往坎伯韋爾的支線）和費爾菲爾德（在海德堡線上）連接起來。最初該線建造的意義是將吉普斯蘭線與斯賓塞街站連接起來。1870 年代，外環線因為經南雅拉的直達路線落成而失去原有意義。外環線穿過空曠的沙地時幾乎沒有人流，而且沒有直通車，該線在 1893 - 1897 年期間逐步關閉。1899 年，從坎伯韋爾到阿什伯頓的一段外環線重新開放。然後在 1900 年，外環線北部的一部分重新開放，作為東坎伯韋爾和迪普登車站之間的列車服務，但該部分隨後於1927年關閉。

## 路綫和服务模式

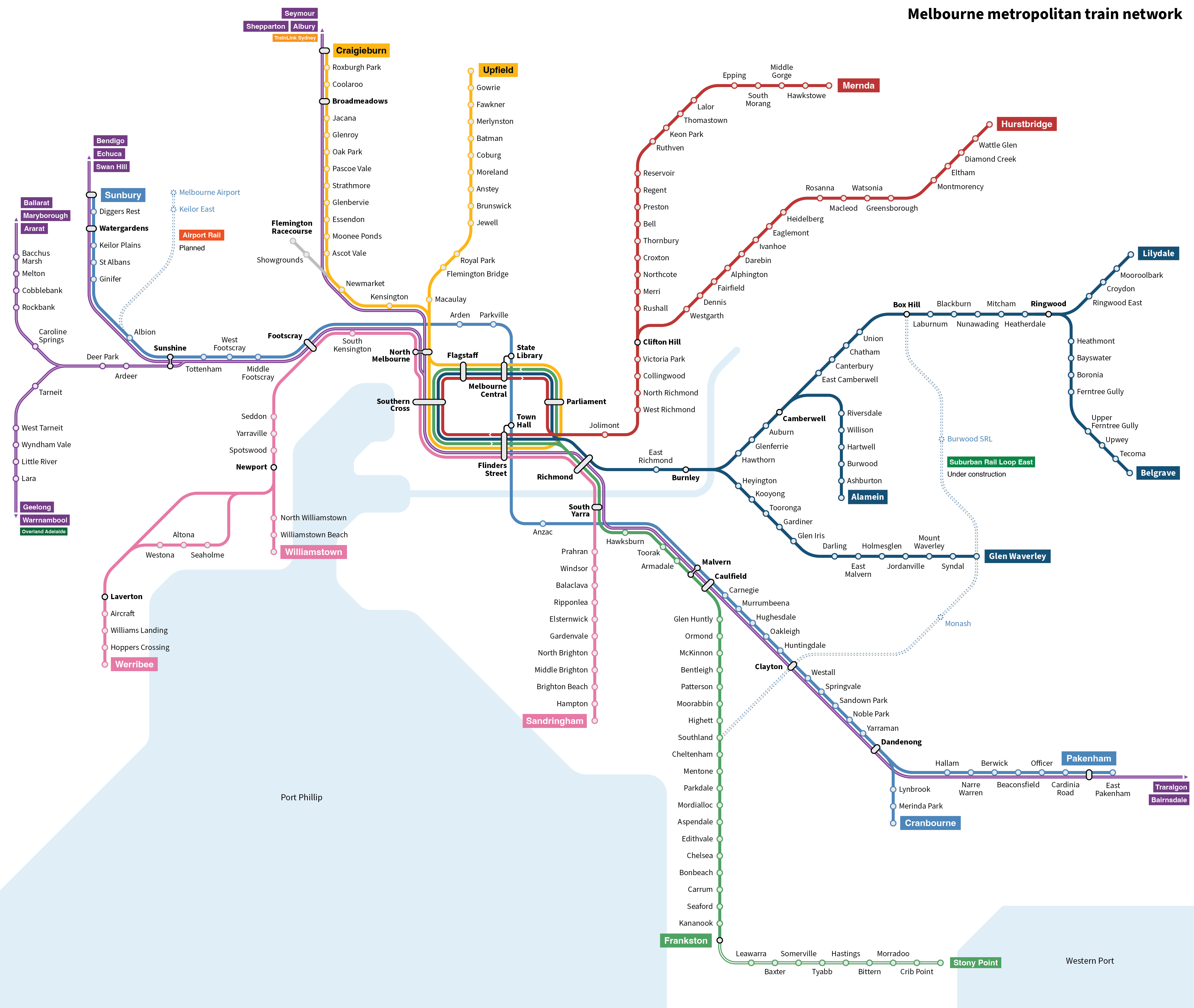
墨尔本城市铁路线路图

整个系统的运营大致可以以5个线组(Group)和城市环线来进行区分。由于是以通勤模式运营，所以服务中会有快速和站站停的区分。不过受限于基础设施的原因，不是所有的线路都有快速服务，同时也并非所有的班次都以线路的尽头站为终点站。由于快慢车以及不同的终点的存在，每趟服务会根据发车时间、终点和运营模式而在车站广播中有不同的称呼。每趟列车在发车或者进站前的广播会先播报发车时间，然后跟随着列车的终点，之后会播报服务是快速服务或者是站站停服务。如果该趟列车为快速服务，广播还会播报列车的停站顺序。快速服务通常只在工作日运作，尽管部分线路的部分班次在周末不会停靠部分车站。
在工作日，所有的线路的发车间隔并没有一个固定的时间，不过在周末或节假日白天大约10点左右开始至晚间7~8点左右，发车间隔则是固定的。大部分线路均为20分钟间隔，两线共线段则为10分钟。不过部分线路和区段例外，森伯里线最北端两站和贺胜橋綫最北端的3站为40分钟间隔，弗兰克斯顿线11点30左右开始至晚间7点左右为10分钟间隔。
所有的线路都使用线路的终点站来命名，而当线路延长后线路名称便会随之更改，比如原Epping线延伸至South Morang后就更名为South Morang线。

## 运营
在1999年前，整个系统是由州政府所运营的。在这之前，系统的名称经历了多次改变，在1980年代前，系统被称为Victoria Railways （即维多利亚州铁路）。然后在1980年代的早期，名字被缩写为VicRail，并且在接下来十年中，Metropolitan Transit作为整个都会区的系统而被熟知。在同一时期，V/Line也成为了州内的区域火车服务的名称。在1990年代，系统的名字又被简写为The Met，作为为了接下来将系统私有化并且把系统分为被称为Bayside Trains和Hillside Trains的两部分的准备。
私有运营商的时间线：
- 2009年到现在：Metro Trains Melbourne
- 1999年~2009年：Connex （在1999~2004年间只运营Burnley Group、Clifton Hill Group和马场线）
- 1999年~2004年：M>Train （运营所有Connex不运营的线路）

### 基础设施
整个系统主要由16条电气化线路组成，均以弗林德斯街站为总站。系统使用1600mm宽轨轨距，以及1500V直流电架空线作为动力来源。所有的线组中的线路只有少数线路全线拥有独立的轨道，大部分会在某个车站与另外的线路交汇并且共用轨道直到弗林德斯街站。由于修建年代久远，大部分的路段又都在地面，导致了非常多的平交道的产生，也影响了线路的正常运营。此外，部分的线路会和区域服务V/Line以及货运服务共用轨道。

#### 轨道
大多数线路均为全线双线，不过有部分线路拥有至少一个单条轨道的区间，分别为百合谷线Mooroolbark站至百合谷站(Lilydale Station)，贝尔格雷夫线蕨树峡谷站(Ferntree Gully Station)至贝尔格雷夫站(Belgrave Station)，贺胜橋綫格林斯伯勒站(Greenborough Station)至贺胜橋站(Hurstbridge Station)，上原线Gowrie站至上原站(Upfield Station)，克兰本线丹德农站至克兰本站(Cranbourne Station)间部分路段和阿拉曼线Ashburton站至阿拉曼站(Alamein Station)。
同时部分线路的部分区段还存在多余2条轨道的情况，分别为贝尔格雷夫线和百合谷线的里士满东站(East Richmond Station)至伯恩利站为4线，伯恩利站至博士山站(Box Hill Station)为3线（中间的轨道被设计为可以双向运行），弗兰克斯顿线的考非尔德站至穆拉宾站(Moorabbin Station)之间为3线轨道（中间的轨道被可以双向运行）。另外威勒比线从纽波特站至莱沃顿站(Laverton Station)之间的轨道布局较为特别。两站间有两段独立的线路，一条线路为单轨设计，被称为Altona Loop，共有3座车站，任何时间都有服务经过，但是在工作日所有列车以莱沃顿站为终点。另一条线路为全线双轨设计，现时中途没有任何车站，但实际有2座被废弃的车站，这一段线路只有在工作日或Altona Loop故障时使用。
在不同的线路交汇处，除了在墨尔本北站、伯恩利站和坎伯维尔站是立体交叉外，其他均为平面交叉，使得列车在前往目的地时，必须要先经过其他线路的正线。平面交叉和单线的设计严重阻碍了火车系统的整体性能，并且在一条线路发生故障或其他意外导致延误时会进一步扩散到同一线组的其他线路，导致更为严重的延误。

#### 列车控制
整个系统中有两个主要的控制中心，分别是位于CBD被称为Metrol的控制中心以及位于丹德农站旁的丹德农信号控制中心。所有的线路名义上由位于CBD被称为Metrol的控制中心控制，控制中心除了控制信号以及追踪列车位置外，还负责传递实时的乘客资讯。不过由于不同信号系统的限制，Metrol并不能控制所有路段，只能控制靠近市中心的路段，而Metrol无法控制的路段会由分布在整个系统各处的许多信号楼来负责。部分信号楼虽然和Metrol连接，但Metrol无法直接控制，只能监控这些信号楼负责的路段的情况。该控制中心的地位类似港铁超级车务控制中心，控制系统网络中的所有线路。然而所有线路的控制集中在一处也存在着隐患，例如2017年7月13日下午4点过后，由于电脑故障导致控制中心无法获取列车位置，Metro被迫暂停所有线路的运营。由于故障时间临近晚高峰，导致市区主要车站挤满了乘客，许多乘客被迫改乘电车，也导致电车异常拥挤。直到晚间8点过后服务才基本恢复。事后Metro被州政府处以合同中规定的最高金额，总额120万澳元的罚款。丹德农控制中心目前控制考菲尔德站到派肯汉站以及克兰本站的路段，而在地铁隧道开通后，会作为派肯汉站以及克兰本站到森伯里站间线路的主要控制中心。

#### 安全
大多数的线路的闭塞方式为带有三位信号(Three-position signal)的自动闭塞，同时在线路交叉点则从信号楼来手动控制，并通过联锁来确保冲突的路径不被设定。其中，弗莱明顿馬場綫使用的是两位信号(Two-position signal)，这是三位信号的一个变种。在新的地铁隧道开通后，有计划在Watergarden站至丹德农站间使用新的基于CBTC被称为High Capacity Signal的信号系统。
在车站，列车停止器(Train stop)被用来防止列车超过停止信号，当列车超过停止信号后，列车会自动刹车。同时列车也安装了失能开关，在司机失能时可以自动刹车。同时，紧急列车停止装置和事件记录器也正被安装在列车上以进一步提升安全。

#### 车站旅客资讯系统
每个车站都配备了广播系统，会在列车进站前播报，内容包括终点、种别和停站情况。除了广播外，所有车站的所有站台还安装有被称为“Talking Box”的设备。这个设备有两个按钮，当按下绿色按钮时，会通过铁路电话系统联系控制器，而后读出该站台下两班列车的信息。若是岛式站台，设备则会分别读出每边下两班列车的信息。如果按下红色按钮，设备将连通最近的有人车站来进行双向的沟通。
除了上述两种设备外，大部分车站还安装有列车信息显示屏，主要分为液晶屏和点阵屏两种。主要的区别在于，液晶屏可以一直静态显示所有的列车信息，而点阵屏受限于大小只能静态显示终点，停站情况则是滚动显示。除了显示车次情况的显示屏，在弗兰克斯顿线的车站，还安装有显示全火车系统运行情况的显示屏。

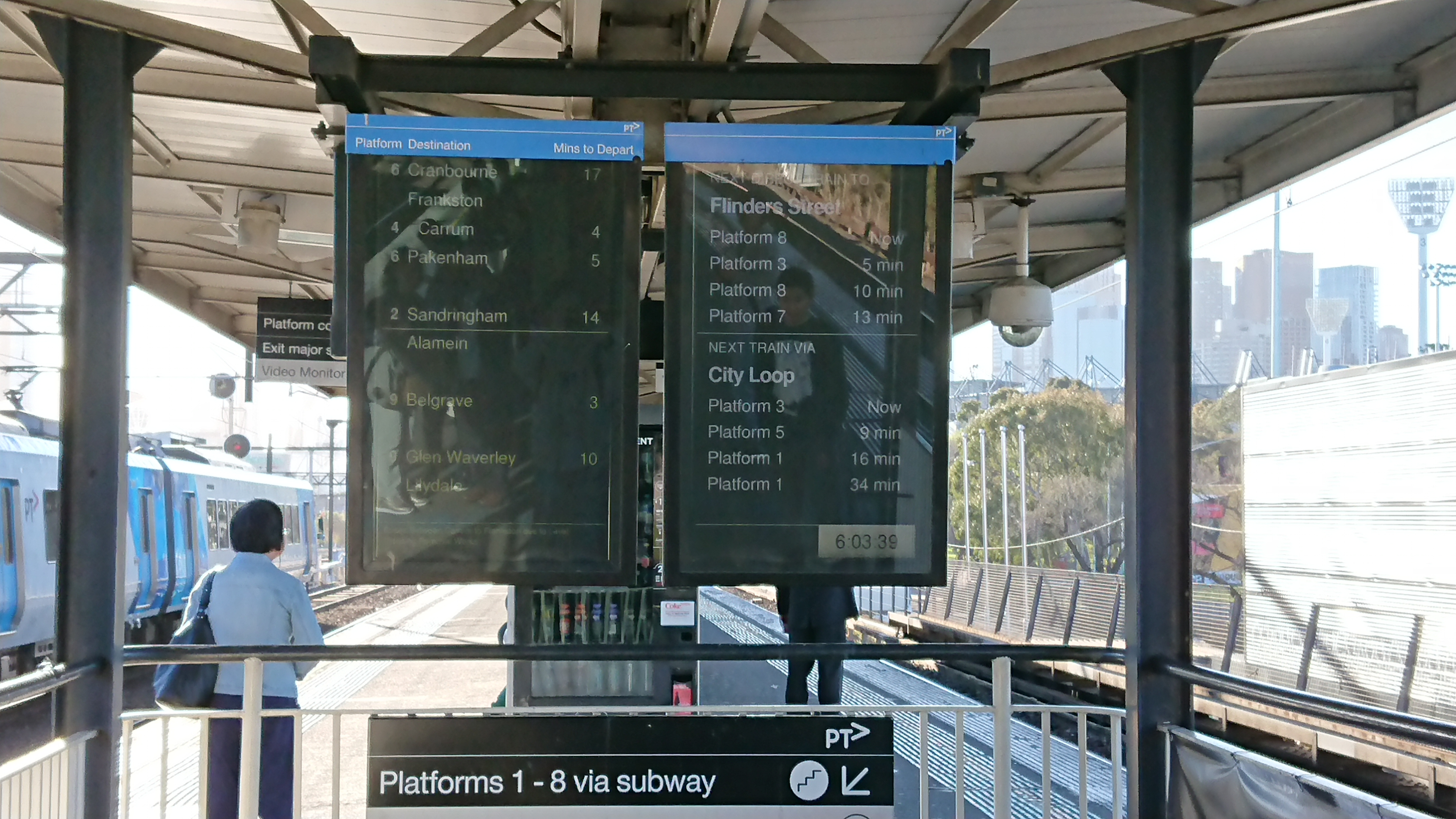
车站所有站台列车信息显示屏，已经淘汰。这种显示屏在更换前只在城市环线车站、墨尔本北站，博士山站和里士满站使用。
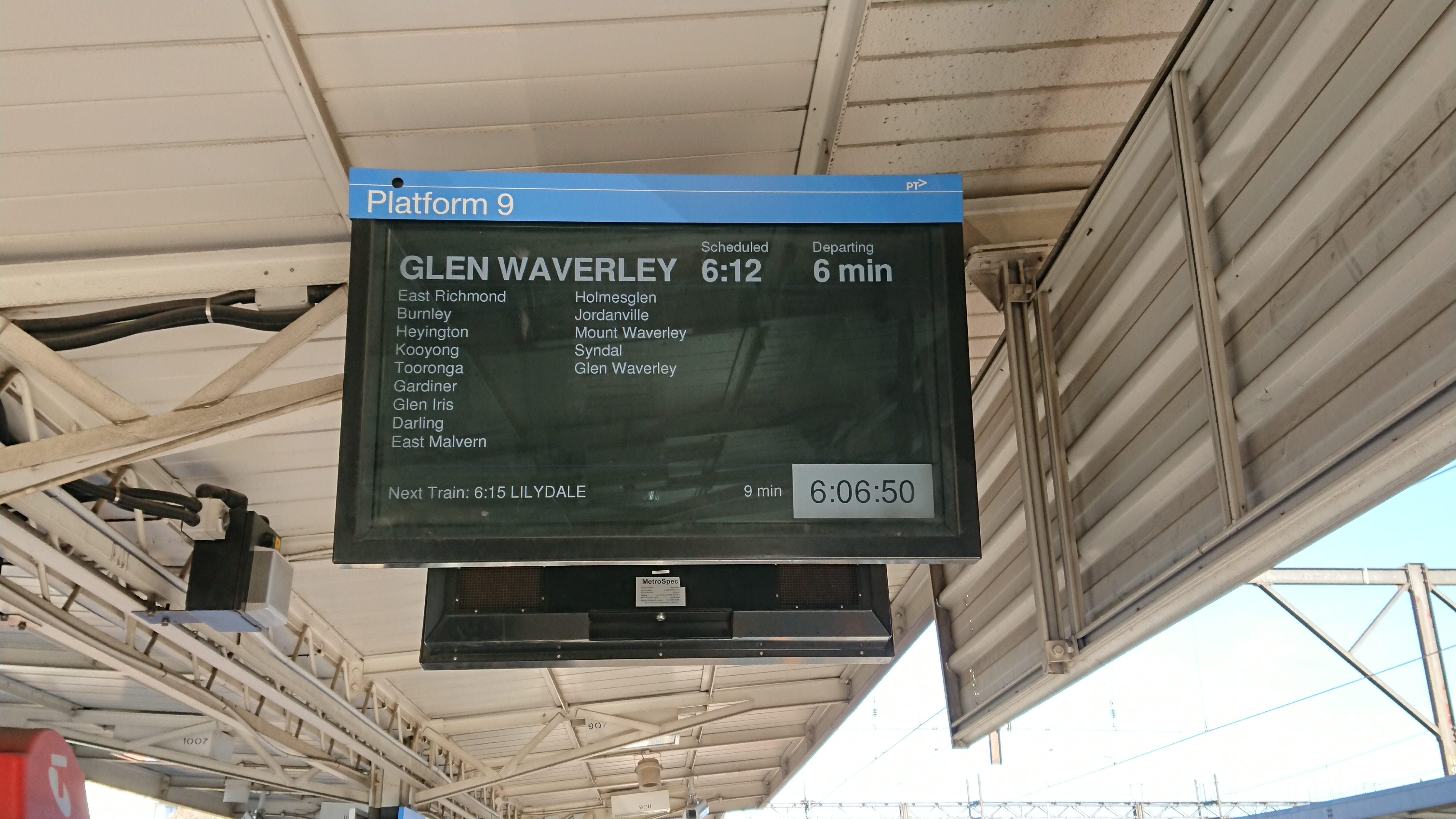
单站台车次信息显示屏，和显示所有站台信息屏幕的硬件相同，只是内容不同，以及淘汰。这种显示屏在更换前同样只在城市环线车站、墨尔本北站，博士山站和里士满站使用。
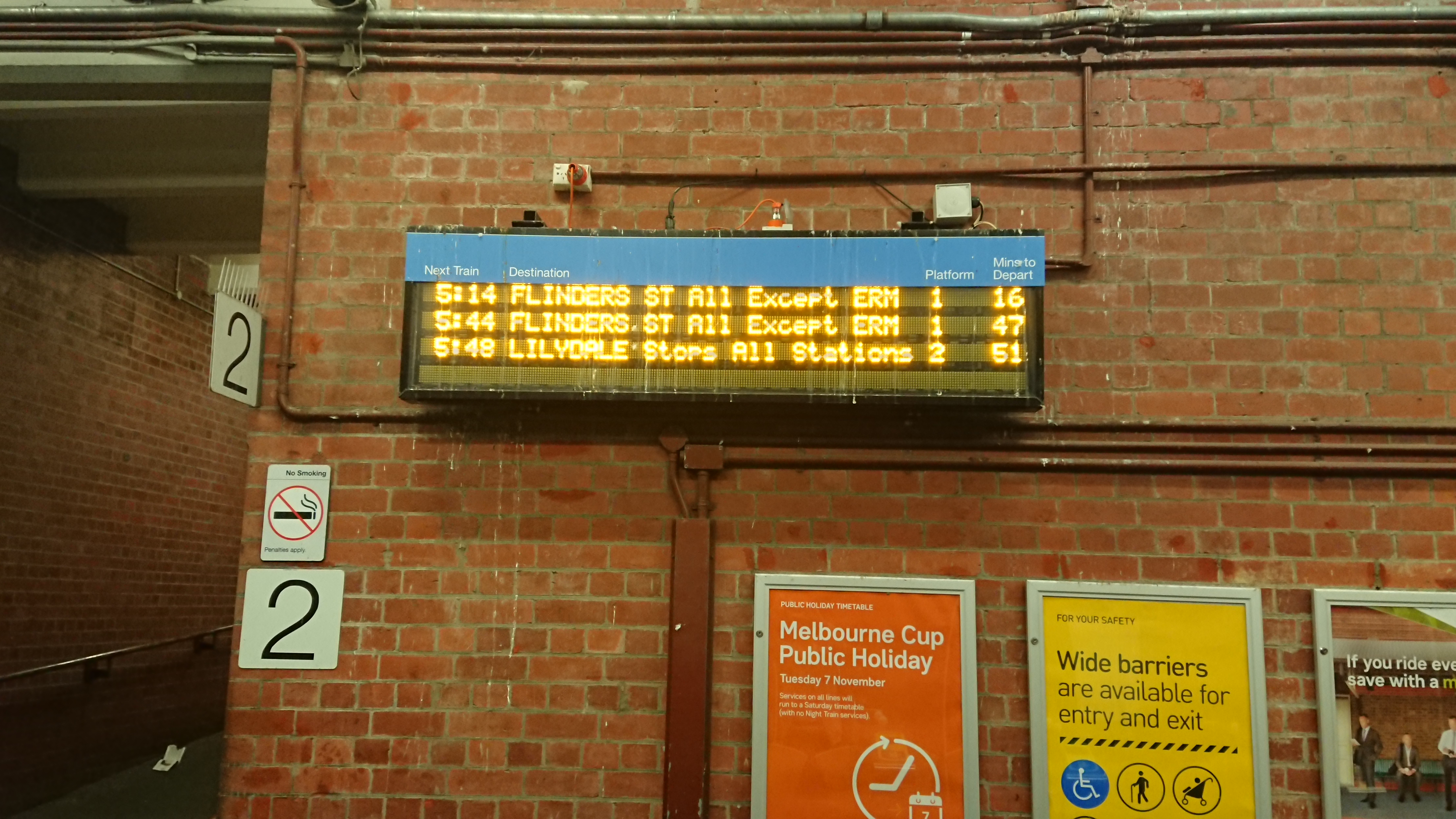
最常用的显示屏种类，可以显示多个班次，只在繁忙车站使用，已经淘汰。
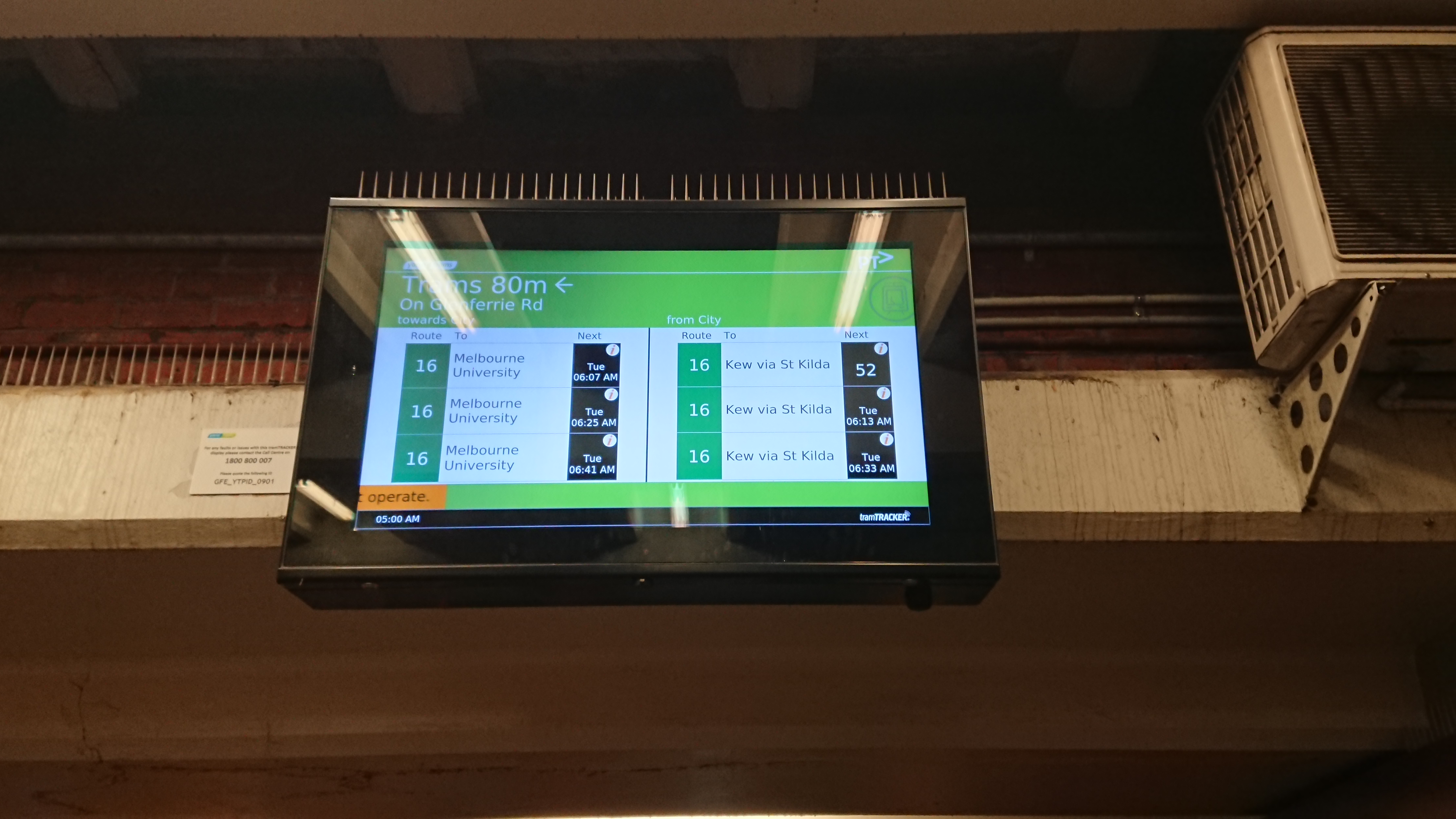
电车信息显示屏，只安装于可以换乘电车的车站。
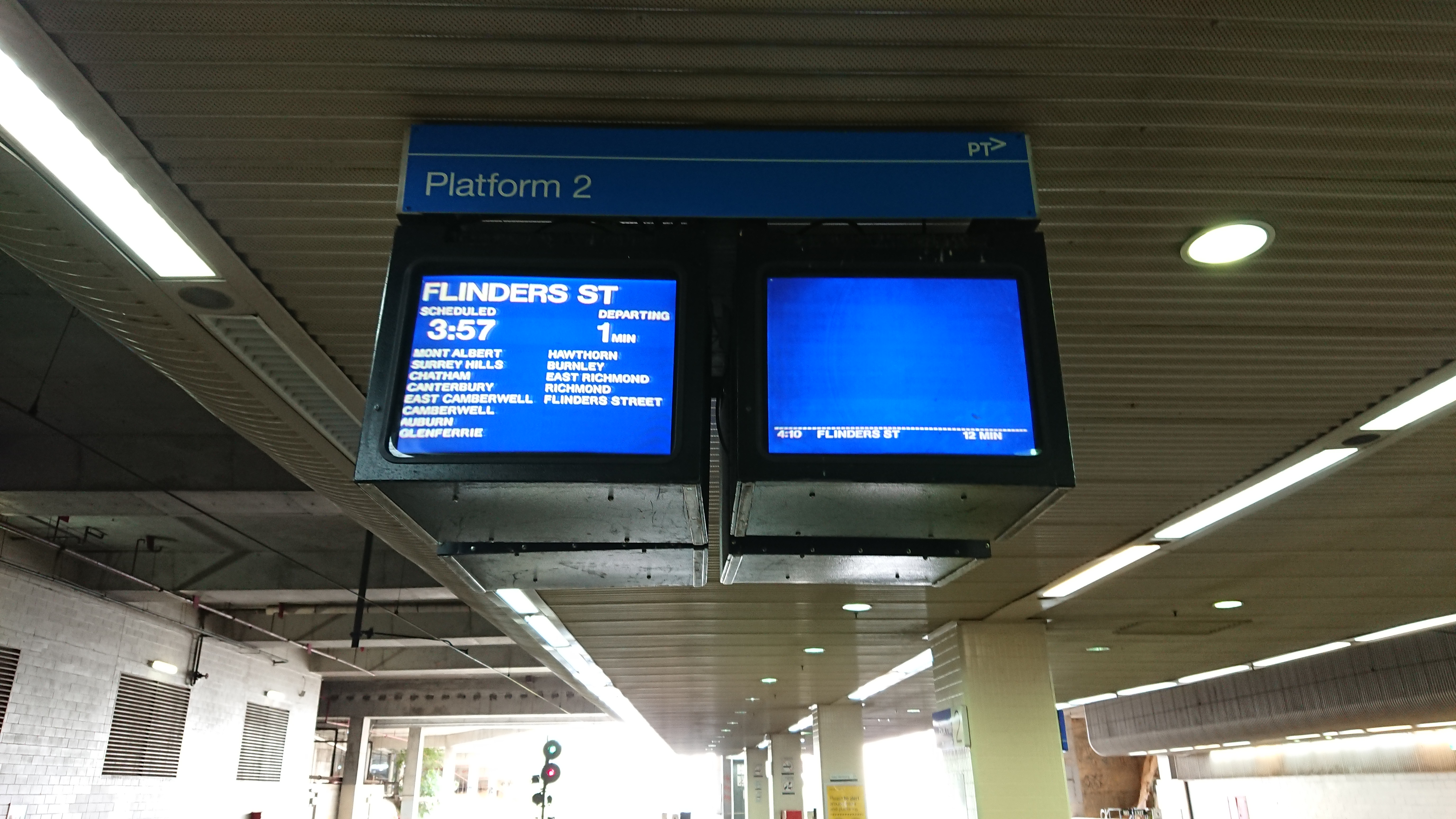
旧式CRT显示屏，已经完全淘汰。这种显示屏在被更换前只在城市环线车站、墨尔本北站、里士满站和博士山站使用。

#### 和地区火车间的联系
由于城市铁路实际也是维多利亚州铁路网络的一部分，地区火车V/Line从墨尔本南十字站出发都需要和城市铁路共用线路，直到共用线路的终点站，这种情况也导致无论是城市铁路还是地区火车都受到运量问题和互相干扰的困扰。现在和地区火车共用线路的城市铁路线和区段有如下的情况：克兰基堡全线、派肯汉线全线、森伯利线森伯利站到桑夏恩站（Sunshine Station）。原本森伯里线全线和威勒比线全线也和地区火车共享轨道，不过已经随着2015年地区铁路连接的开通而取消。

## 车票
和大多数地区不同，墨尔本市域的公共交通采用通票和分区的制度，同时在乘坐包括城市铁路在内的市域交通工具时，必须使用被称为myki的非接触式智能卡。如果乘客在乘坐时没有myki，将需要现场购买一张，而不可如全球大多数地区一般使用现金购票来乘坐。另外myki也不能够像大多数地区的公交智能卡一般可以退卡，只会在4年有效期后自动失效，且有效期无法延长，但是卡内的金额可以转移至新卡。此外从2019年1月起，PTV开始测试手机Myki并于3月底开始正式使用。手机Myki只能用于Android手机，同时要求手机必须有NFC功能以及可以使用Google Pay应用，而其他的规格例如有效期和票价则和普通的卡式Myki相同。
简单来说，墨尔本三大交通工具火车、电车和公交车共用车票，三种交通工具之间换乘采用连续计费。车票根据使用时间分为2小时和全天，根据离城市中心距离把车站分为1区、2区以及1区或2区三种不同的收费区（此处只针对城市铁路，因地区铁路还有额外的3~13收费区以及纸质票区间），根据乘客情况分为全票和优惠票，以及根据车票种类分为Myki Money和Myki Pass。在限定的时间内，可以以固定票价无限次乘降三种交通工具。而关于区域，如果乘客只在1区活动，那只需支付1区的价格，而2区亦然。当乘客需要跨区乘坐时，则将按照1区价格收费。除此之外还有特别的1区或2区车站，使用这些车站时，1区出发的乘客由于无论跨区与否都只支付1区票价不会受到影响，而2区出发的乘客抵达这些车站时，将不会被收取1区的价格而是按照2区价格收费。在乘客情况方面，大多数的乘客适用全票价格，优惠票则是针对学生和如残疾人、老人之类的弱势群体。车票种类上，Myki Money类似常见的交通卡的使用方式，乘客向卡中充值，而后在乘坐时扣款。Myki Pass则是定期票，一次可以购买的期限最短为7天，而除去7天外的最短期限为28天，而后可以根据天数不同进行购买，最长则为365天，期限越长越优惠，同时同样区分收费区。不过若购买期限在325天以上，超过325天的部分则不计算，价格按照325天的价格收取，等于超过的部分是免费赠送。购买了定期票后，在有期限内的每天可以在购买时选择的收费区内无限次乘坐公交。

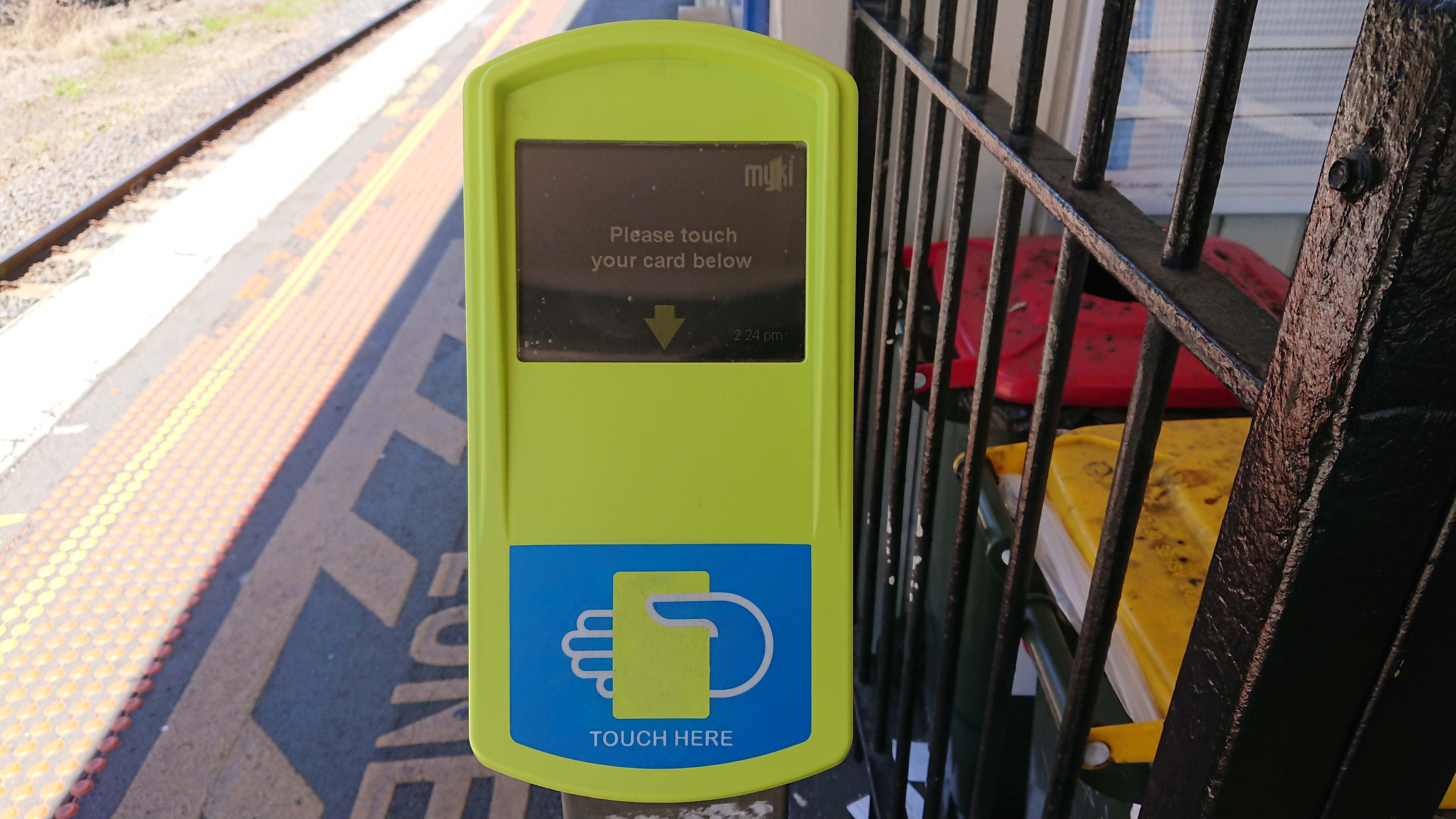
旧款Myki刷卡机，于伯恩利站。
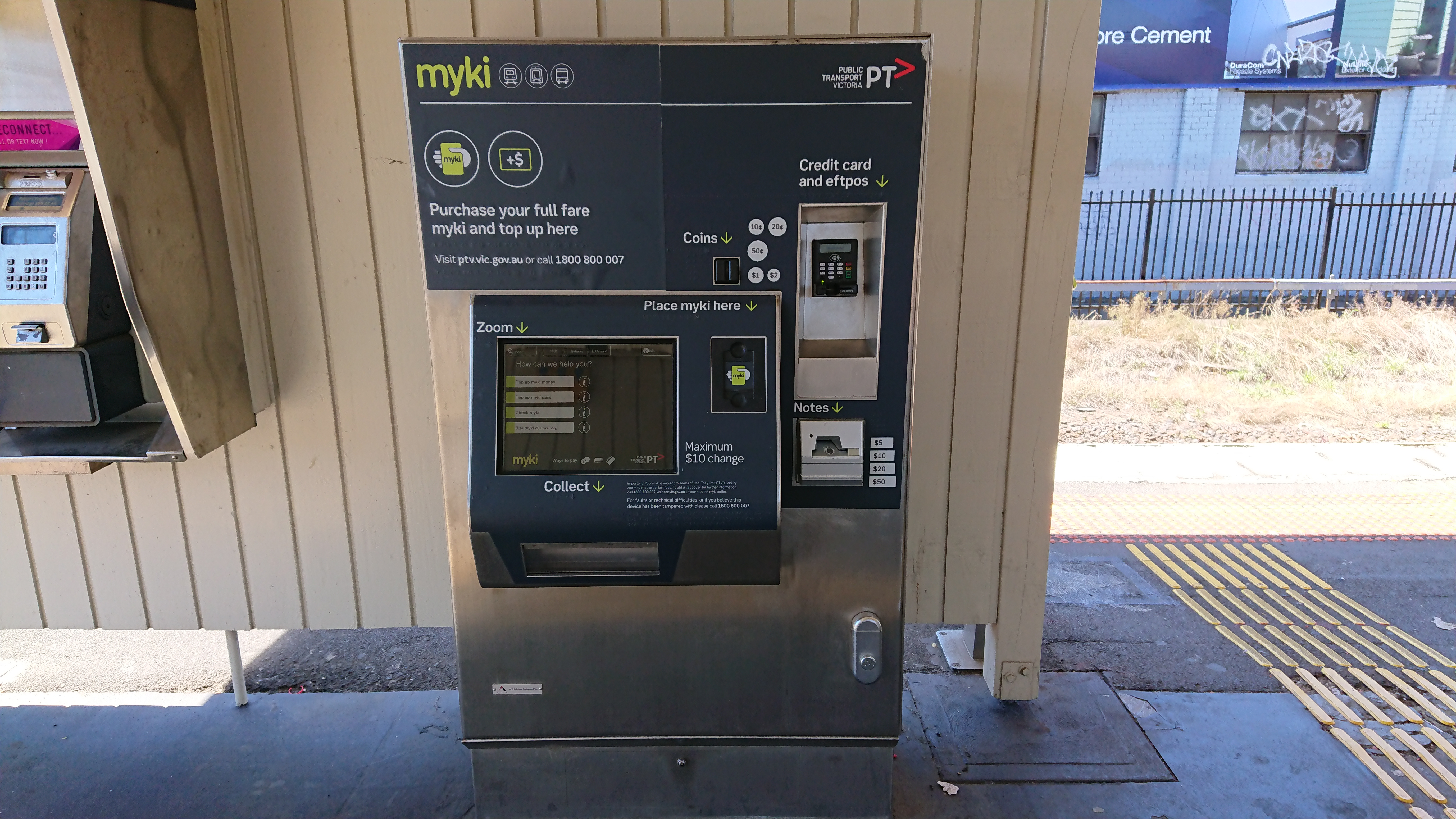
Myki充值机，于伯恩利站。

## 车辆和编号
所有列车都由维多利亚州政府下属企业VicTrack拥有，但是列车的运营和维护是由Metro负责。除高容量地鐵列車（HCMT）外，所有电力动车组均为3节编组，但大部分时间均重连成6节编组进行运营，和广州地铁3号线B1型列车与上海地铁16号线16A01型列车相似。HCMT列车則以为7节编组并且没有重连的功能，唯HCMT可按需要擴編為10節編組。
所有电气化列车的每节车厢都有由字母和数字组成的编号，字母M代表带驾驶室的动力车，T代表无动力拖车。动力车编号为三位数字加字母，而拖车编号为四位数字加字母。所有的列车本身没有编号，只有车厢本身有编号，类似港铁的安排。

### 现役
| 型号                                                   | 图片 | 车辆类型   | 最高速度 (km/h)         | 制造年份             | 现役数量（以7（HCMT）、3或2节车厢为一列计算） | 使用线路（组）                                               | 备注 |
| ------------------------------------------------------ | ---- | ---------- | ----------------------- | -------------------- | --------------------------------------------- | ------------------------------------------------------------ | --- |
| Comeng                                                 |      | 电力动车组 | 115                     | 1981~1988            | 179                                           | 所有电气化线路                                               | 于2000~2003年间根据所属运营公司不同分别由EDI-Rail和阿尔斯通翻新。 |
| 西门子Nexas                                            |      | 电力动车组 | 130 (运营中被限速至115) | 2002~2005            | 72                                            | 北部线组、科尔原线组                                         | [ 29 ] |
| 阿尔斯通 X'Trapolis 100                                |      | 电力动车组 | 130                     | 2002~2004，2009~2020 | 202                                           | 克利夫顿山线组、伯恩利线组、威勒比线、威廉士线、弗兰克斯顿线 | 10列列车订购中。 |
| 高容量地铁列车（High Capacity Metro Trains，简称HCMT） |      | 电力动车组 | 130                     | 2018~                | 65                                            | 現在：派肯漢線和克蘭本線 未來：森伯里線                      | 车体在长春由中车长客生产，之后在纽波特车间完成组装。 HCMT首先在派肯汉线和克兰本线上运行，在地下轨道项目完工后拓展到森伯里线。该型号列车将逐步替换车龄较高的Comeng列车。 |
| V/Line Sprinter                                        |      | 内燃动车组 | 130                     | 1993~1995            | 21                                            | Stony Point                                                  | 从V/Line租聘，仅行驶于Stony Point线 |
| H系客車/IEV                                            |      | 軌道檢驗車 | 115                     | 1984                 | 1                                             | 全线（不载客列车）                                           | 2011年由H系客車改建为检验车。 |

### 未来型号
| 型号                    | 图片 | 车辆类型   | 制造年份 | 預計投运年份 | 订单数量 | 使用线路                         | 备注                               |
| ----------------------- | ---- | ---------- | -------- | ------------ | -------- | -------------------------------- | ---------------------------------- |
| 阿尔斯通 X'Trapolis 2.0 |      | 电力动车组 | 2022~    | 2024~2026    | 25       | 克蘭基堡線、弗蘭克斯頓線和上原線 | 由阿爾斯通在位於巴拉瑞特的工廠製造 |

### 已淘汰
| 型号 | 图片 | 车辆类型   | 最高速度 (km/h) | 制造年份  | 数量 | 使用线路       | 备注                                           |
| ---- | ---- | ---------- | --------------- | --------- | ---- | -------------- | ---------------------------------------------- |
| 日立 |      | 电力动车组 | 115             | 1972–1980 | 14   | 所有电气化线路 | 于2007年翻新。 2014年退役，并存封在Newport车厂 |

## 发展计划
从上世纪60年代以来，关于墨尔本铁路的发展规划被一直提出，不过有很多至今仍没有任何进展，以下将列出一些重大的项目。

### 已完成的项目

#### 南摩朗线延伸
现有的南摩朗（South Morang）线于2012年从北区的艾平（Epping）线沿着旧乡间铁路向东延伸一站而来。为了服务政府规划的梅恩达（Mernda）区发展计划，线路将会进一步向东北延伸成为梅恩达线，延伸计划包括3座车站，分别为Middle Gorge（原名Marymede）、Hawkstowe和Mernda，同时工程将不会产生新的平交道以降低对交通的影响。工程于2017年4月开工，最初预计于2019年中旬完工。延伸段的铺轨工作已经于2018年6月结束，首列测试列车已于2018年7月2日驶入延伸段进行测试。延伸段已于2018年8月26日通车，比预定时间提前了1年。

#### “天轨”项目
该项目为平交道移除工程的第一部分，但是由于工程量巨大以及牵涉到沿线空间的重新规划，当年曾遭受保守派反对党批评和众多邻避情结争议，算是所有后期计划是否能得到批准的试点工程，所以被单独列出。该交通立体化工程的特点是大量使用铁路高架的结构，而不像大多数立体化项目用隧道从地下穿越的方式，沿线平交道中除了一个（Springvale Road）采用隧道从公路下穿过以外，其余均使用高架桥跨越，同时其中五个车站也都被高架化重建，因此官方称其为“天轨”（Sky Rail）。
平交道移除项目的第一期工程优先选择了人口居住较多的东南区，主要因为东南区的帕肯汉姆（Pakenham）线直接与乡间的吉普斯兰（Gippsland）线相连，是维多利亚州东南地区的主要区域铁路动脉。而当时光是考非尔德（Caulfield）站至丹德农（Dandenong）站这两个主要换乘站之间不到20（12英里）的车程内就共有11座车站以及10个平交道，其中六个车站就建在平交道口边上，而且都在较为重要的交通干线和商业区沿线。这些平交道在高峰时段因为列车班次与公路的交通灯并不同步，造成交通堵塞严重影响了道路通行，并且也有严重的安全隐患，使得列车为了避免与抢行的机动车和行人相撞不得不经常降速运行，给铁路运营也带来了影响。
2013年中期，史宾威（Springvale）商业区的Springvale Road立体化工程正式展开，在原先的平交铁路北侧新挖掘了一条壕沟从公路下穿过。新建的火车站于2014年4月22日正式开放，位于旧车站正北，横跨于站台和铁轨上方。原先的旧站台和铁轨被拆除后被改建成了停车场。
2018年2月中旬，贵族公园（Noble Park）区内的3个平交道（Corrigan Road、Heatherton Road、Chandler Road）都被移除，同时高架重建的贵族公园站启用，这也是该项目第一段投入使用的高架线路以及第一个重建投入使用的高架车站。这一区段的所有平交道已经于2018年6月全部移除，而车站的重建则于2018年底全部完成。高架化后，高架桥下方的空间被用作休闲活动的公共空间、停车场、绿道以及火车沿线的步行/骑行小径。

### 目前进行中的项目

#### 平交道移除工程
由于线路年代久远，导致大多数线路都拥有数量众多的平交道。这些平交道不仅对日常运营和汽车带来安全隐患，由于很多经过的道路也是区域的主干道，导致在高峰时堵车严重。尽管在前几年中已经移除了一些平交道，但是仍遗留了很多没有移除。为此，工党政府在2014年提出了平交道移除工程（Level Crossing Removal），该工程由维多利亚州交通部下属平交道移除工程委员会（Level Crossing Removal Authority）负责。整个项目初期计划移除共计50个平交道，虽然之后由于和已经宣布的平交道距离过近而追加了2个，使总数来到52个。在项目顺利开展后，州政府于2018年10月宣布追加移除25个平交道，不过其中部分位于地区铁路上。根据计划其中原本的50个平交道中的20个将会2018年前移除，剩余的30个将在2022年前移除，追加的25个则将会于2025年前完成。截至2019年5月，已有29个已经移除。50个平交道中最先移除的是位于韋弗利谷綫上在加德纳站(Gardiner Station)旁的Burke Road平交道，这个平交道也是少见的道路、电车和火车交汇的平交道，已于2016年1月移除。另外移除工程委员会除了负责平交道移除，南摩朗线的延伸和贺胜桥线升级工程也由该委员会负责。

#### 墨尔本地下轨道工程
由于墨尔本市中心的城市环线只为每个线组分配了1条轨道，导致在高峰时班次受到了很大限制。为了解决这一问题，一个长度为9公里、有5座車站的墨尔本地铁隧道项目已经开工，意图将市中心的地铁线路从“口”型改为“中”型，并解决市中心主街Swanston Street以及墨尔本大学没有地铁服务只能依赖有轨电车的现状。该项目预计于2026投入使用，旨在构建一个让地铁从西北到东南直穿城区的运行系统，连接现有的克兰本线、派肯汉线以及森伯里线、以及未来将电气化的梅尔顿线。该项目也是墨尔本未来铁路发展的重要基础，包括新计划中的机场铁路线以及未来西郊新线路延伸的建设，都会在项目完工后逐步开展。

#### 梅尔顿线电气化和复线化
梅尔顿线为现有Ararat线的一部分，由V/Line服务。其中由Caroline Spring站到梅尔顿站之间的轨道为单线，工程将首先复线化这一区段，随后电气化工程将在地下轨道项目建成后完成。

#### 高容量都市列车
目前墨尔本城铁系统的现役列车共有3种，其中又以阿尔斯通和联邦工程（Comeng）生产的列车为主力，但阿尔斯通列车只可以于部分线路行走。虽然无法行走的线路有西门子列车作为补充，但其数量无异于杯水车薪。同时联邦工程的列车年代久远，最新制造的车厢至2017年也服役了接近30年。为了替换老化的联邦工程列车，同时配合地下轨道项目新线路的开通，PTV于2014年决定启动新列车的采购，称为高容量都市列车（High Capacity Metro Trains）项目，简称HCMT。
最终于2016年9月，由Downer Rail、中车长春轨道客车和Plenary集团组成的财团获得了65列列车的合同。合同规定至少有60%的工作需要在维多利亚州完成，同时列车车身将会于长春制造，然后运抵纽波特车间(Newport Workshops)完成最后组装，而新的专用维护基地将会于派肯汉东兴建。根据合同，列车将于2018年底开始交付，2019年投入运营，直至2023年至2024年交付完毕。新的列车沿用现有列车的界限标准，但为7节编组设计，同时通过改进车内布局和增加的一节车厢，新列车比现有列车的载客量增加了20%。第一列列车的车体已经于2018年6月运抵墨尔本，在纽波特车间展开后续组装工作。第一列列车已经于2018年11月29日凌晨从纽波特车间无火回送至位于派肯汉西新建的车厂，后续将开展测试。

#### 贺胜桥线升级
贺胜桥线升级主要分为两个阶段，主要工程是复线化现有的单线路段，分别为海德堡站(Heidelberg Station)至罗萨娜站(Rosanna Station)以及格林斯伯勒站(Greenborough Station)至贺胜橋站。海德堡站至罗萨娜站间的工程作为第一阶段已经随着罗萨娜站重建以及平交道移除工程于2017年同时展开，并于2018年5月完工。而其他路段的工程作为第二阶段，包括重建格林斯伯勒站、复线化格林斯伯勒站至Eltham站间3km长度的轨道和复线化钻石溪（Diamond Creek）站和Wattle Glen站间1.5km长的轨道。其中格林斯伯勒和Eltham站间的路段，由于Eltham木制高架桥的存在，并非所有的路段都会复线化，高架桥附近的路段仍将维持单线。第二阶段的工程正在设计中，预计2020年早期开工。

#### 信号系统更新
城市铁路系统几乎所有的线路都年代久远，而同时部分的信号设施也缺乏更新，仍使用古老的设备和方法。例如直到2013年初，贺胜桥线末端的部分区段才停止了以路票方式进行闭塞，改用和其他线路一样的通过信号机的自动闭塞。信号的更新共有两种方式，一种是不改变信号制式，更换已经老旧的设备，同时将原先由信号楼控制部分的控制权转交给Metrol。另一种则是完全更换信号系统，使用新的被称为高容量信号（High Capacity Signal）的信号系统。第一种方式主要是将原先的继电器联锁更换为微机联锁，新的系统采用由原西屋铁路系统（现在是西门子铁路部门的一部分）研发的Solid State联锁（简称SSI）以及同样由该公司研发的，可以被视为SSI改进型号的Westlock联锁。同时除了更新设备外，最主要的目的是使原本由信号楼控制的区段转由Metrol控制，以提高运行效率。第二种方式则是完全的更换信号系统，从目前传统的固定闭塞升级为移动闭塞。新的信号将在新建的地下轨道项目以及部分现有线路中使用，新系统被称为高容量信号，使用移动闭塞。新的信号系统由庞巴迪负责提供，使用已经在多地投入服务的CITYFLO 650。这一计划也是继悉尼地铁后澳大利亚第二个宣布使用移动闭塞的城市轨道交通系统，也是第一个在现有系统上升级的案例。另外州政府已经决定在地下轨道项目使用新信号前首先在部分线路上进行试验，最初的计划是在桑德灵厄姆线上实施，不过已经决定将改为在Mernda线埃平站至南摩朗站之间进行试验，试验预计将在2020年开始。

### 计划和研究中的项目

#### 机场衔接铁路
墨尔本国际机场作为全澳第二大机场，却至今仍未有任何轨道交通连接，乘客只能通过在市中心和机场间往返、被称为Skybus的穿梭巴士、3条连接机场附近地区的普通巴士以及1条长距离的巴士线路前往墨尔本各地。不过，维多利亚州政府目前已经确定将会建设机场铁路衔接（Airport Rail Link）的计划，并且已经确定了线路走向。在规划中，线路将使用现有森伯里线的一部分，在Albion站附近分岔，然后行走于Albion到Jacana货物线，在线路中途再通过隧道连接机场。根据计划，机场铁路将于2022年开工，完工时间原本预计为2026年，但是因为新冠疫情和之后的安德鲁斯政府换帅，目前有延后的可能。

#### 线路的复线化和复复线化
部分单线路段的复线化已经被提出，正在进行规划，这些线路为Altona Loop和克兰本线，这两条线路的部分路段已经完成了复线化施工，以分别配合平交道移除工程和地下轨道项目。其余的单线路段中，基本也都已经预留了相应的空间，但是目前只有百合谷线和上原线正在讨论中，其他线路暂未有任何消息。现有所有的线路中，唯一有可能在未来复复线的路段为贝尔格雷夫线、百合谷线和阿拉曼线从伯恩利站至坎伯维尔站之间，这一路段的桥梁已经预留了第四条轨道的空间。

#### 新的穿越CBD的隧道
在地下轨道项目提出后，第二条穿越CBD的隧道也浮现于纸上。根据计划，这条隧道从克利夫顿山站开始，从北部穿过CBD，抵达在CBD东侧的Fishermans Bend。该隧道将会链接南摩朗线和威勒比线、威廉士镇线，组成第二个地铁式的运行系统。根据计划，这条隧道将分割现有的克利夫顿山线组，线组另一条线路贺胜桥线将会和唐卡斯特线组成新的线组。

#### 线路的电气化和延伸
目前墨尔本和周边地区的铁路运输分为电化的由Metro运营的城市铁路和由V/Line运营的非电化的地区铁路，其中城市铁路的发车间隔较小。根据之前线路在电气化了部分区段后，电化区段便自动归入城市铁路系统的情况，意味着要拓展网络的最简单的方法便是电气化现有的非电化线路。截至2019年5月，基本确定的电气化（延伸）的计划有桑夏恩站至梅尔顿站以及Wyndham Vale站间的路段，这两个段同时还计划新建双线以分离地区和城市铁路服务，这些工程为西部铁路计划（Western Rail Plan）的一部分。其他的线路中的电气化和延伸中确定的有弗兰克斯顿线至Baxter站以及克兰本线至Clyde地区，这两个项目都已经开始先期的研究和规划。其他之前有计划电气化的路段截至2019年5月还未有任何确认的消息。

#### 郊区铁路环线

郊区环线的规划图

郊区铁路环线（Suburban Rail Loop）是安德鲁斯政府于2018年州大选期间提出的环线通勤铁路构想，主要覆盖距离墨尔本市中心15—25（9.3—15.5英里）范围内的各个现有城铁线路之间的空白区，以缓解外郊区因没有捷运而产生的公路交通压力。整个项目计划总行程约90（56英里），完工后将串联起墨尔本几乎所有现有的郊区火车线路。
郊区环线项目现在分为计划分期修建的三段：
- 环线东段（SRL East）：从南区现有的切尔滕纳姆（Cheltenham）区的南地（Southland）站开始，先向东北穿过东南区的克莱顿（Clayton）站和计划新建的莫纳什大学站后到达东区的威夫利谷（Glen Waverley）站，然后转向西北穿过计划在伯伍德（Burwood）区新建的迪肯大学站后北转穿过博士山（Box Hill）站；
- 环线北段（SRL North）：从博士山继续向北计划新建的唐卡斯特（Doncaster）站，然后转向西北到达海德堡（Heidelberg），短暂北转穿过计划新建的乐卓博大学站，然后一路向西穿过瑞瑟沃尔（Reservoir）站、福克纳（Fawkner）站和布罗德梅多斯（Broadmeadows）站后到达计划新建的机场站；
- 环线西段（SRL South）：从机场站开始向南沿着计划中的机场线到达西区的桑夏恩（Sunshine）站，最后转向西南到达西南区的威勒比（Werribee）站。

### 搁置或取消的项目

#### 唐卡斯特线(Doncaster line)和罗威尔线(Rowville line)
唐卡斯特线可以说是墨尔本目前规划的铁路发展计划中提出时间最早的，线路最早的提出可以追溯到1890年，当时的设想是从海德堡站引出一条支线。随后线路的细节规划于1969年提出，之后在1972年大致完成了线路的走线的选择。当时的计划是从维多利亚公园站(Victoria Park station)引出支线，然后经由东部高速(Eastern Freeway)中间预留的空间抵达唐卡斯特。和唐卡斯特线类似，铁路通往罗威尔的计划于1969年提出。在2018年修改的计划中，已经取消了修建唐卡斯特线的计划。另外即使今后确认修建，唐卡斯特线按照原先计划使用东部高速预留空间的可能性已经几乎微乎其微，因为州政府已经决定将这些空间改造为机动车车道，作为东北连线（North-East Link）工程的一部分。罗威尔线是否建设截至2019年5月扔不确定，不过在2018年4月州政府提出了建设从考菲尔德至罗威尔的电车线路，并且已经拨款进行研究，但是这一电车线路的建设对规划中铁路的影响暂时未知。